# Ronde van Vlaanderen 1934
De 18de editie van de Ronde van Vlaanderen werd verreden op 18 maart 1934 over een afstand van 239 km van Gent naar Wetteren. De gemiddelde uursnelheid van de winnaar was 34,140 km/h. Van de 162 vertrekkers bereikten er 48 de aankomst.

## Koersverloop
162 renners verlieten Gent onder een koude regen. Na een aantal ontsnappingen vormde Gaston Rebry langsheen de kust met 7 renners een kopgroep. Eén voor één liet Gaston Rebry zijn medevluchters achter en reed zo solo naar de eindmeet.

## Hellingen
- Kwaremont
- Kruisberg
- Edelareberg

## Uitslag
| Rang | Renner              | Land      | Ploeg                       | Tijd      |
| ---- | ------------------- | --------- | --------------------------- | --------- |
| 1    | Gaston Rebry        | België    | Alcyon-Dunlop               | 7h00'     |
| 2    | Alfons Schepers     | België    | La Française - Dunlop       | 4'16"     |
| 3    | Félicien Vervaecke  | België    | Labor                       | op 6'55"  |
| 4    | Richard Noterman    | België    | La Française - Dunlop       | z.t.      |
| 5    | Maurice Cocquereaux | België    | geen                        | op 12'40" |
| 6    | Cesar Bogaert       | Nederland | geen                        | op 13'00" |
| 7    | Léon Tommies        | België    | Alcyon-Dunlop               | op 14'15" |
| 8    | Armand Van Bruaene  | België    | Van Bruaene Sport           | z.t.      |
| 9    | Ernest Mottard      | België    | geen                        | z.t.      |
| 10   | Theo Geunis         | België    | Genial Lucifer - Hutchinson | z.t.      |

1913 · 
1914 · 
1915 · 
1916 · 
1917 · 
1918 · 
1919 · 
1920 · 
1921 · 
1922 · 
1923 · 
1924 · 
1925 · 
1926 · 
1927 · 
1928 · 
1929 · 
1930 · 
1931 · 
1932 · 
1933 · 
1934 · 
1935 · 
1936 · 
1937 · 
1938 · 
1939 · 
1940 · 
1941 · 
1942 · 
1943 · 
1944 · 
1945 · 
1946 · 
1947 · 
1948 · 
1949 · 
1950 · 
1951 · 
1952 · 
1953 · 
1954 · 
1955 · 
1956 · 
1957 · 
1958 · 
1959 · 
1960 · 
1961 · 
1962 · 
1963 · 
1964 · 
1965 · 
1966 · 
1967 · 
1968 · 
1969 · 
1970 · 
1971 · 
1972 · 
1973 · 
1974 · 
1975 · 
1976 · 
1977 · 
1978 · 
1979 · 
1980 · 
1981 · 
1982 · 
1983 · 
1984 · 
1985 · 
1986 · 
1987 · 
1988 · 
1989 · 
1990 · 
1991 · 
1992 · 
1993 · 
1994 · 
1995 · 
1996 · 
1997 · 
1998 · 
1999 · 
2000 · 
2001 · 
2002 · 
2003 · 
2004 · 
2005 · 
2006 · 
2007 · 
2008 · 
2009 · 
2010 · 
2011 · 
2012 · 
2013 · 
2014 · 
2015 · 
2016 · 
2017 · 
2018 · 
2019 · 
2020 · 
2021 · 
2022 · 
2023 · 
2024
Lijst van beklimmingen